# 十三边形
在幾何學中，十三邊形是指所有擁有13條邊和13個頂點的多邊形。正十三邊形的每個內角約152.307692度。
正十三邊形的面積可用以下公式計算，當中邊長為「{\displaystyle a}」，其面積是「{\displaystyle A}」。
{\displaystyle A={\frac {13}{4}}a^{2}\cot {\frac {\pi }{13}}\approx 13.1858a^{2}}。

## 尺规作图
正十三边形不能仅用尺规作出。以下给出一个误差为0.02°的近似作图：

## 外部連結
- 埃里克·韦斯坦因. . MathWorld.